# Hit 'Em Up
«Hit 'Em Up» — дис-трек репера Тупака Шакура за участю Outlawz. Вийшов на другому боці синглу «How Do U Want It», випущеному 4 червня 1996 року. Текст пісні містить порочні образи кількох реперів Східного узбережжя, переважно колишнього друга Шакура, який став суперником — Крістофера Уоллеса, також відомого під своїм сценічним псевдонімом The Notorious B.I.G. Пісня була записана на студії Can-Am Studios у 1996 році. Існує попередня версія цієї пісні, записана в жовтні 1995 року. 
Репортер Чак Філіпс, який брав інтерв'ю у Шакура в Can-Am, описав цю пісню як «їдкий джихад проти Східного узбережжя, в якому репер загрожує знищити Біггі, Паффа Дедді, а також безліч артистів Bad Boy та інших нью-йоркських виконавців». Пісня була спродюсована давнім другом Шакура Johnny «J». Відео, яке саме по собі вважається сумно відомим, включає пародії на Біггі, Паффі та учасниці Junior M.A.F.I.A. Lil' Kim.
«Hit 'Em Up» відіграв велику роль в загостренні хіп-хоп суперництва між Східним та Західним узбережжями. Після його випуску ображені у пісні репери Східного узбережжя відповіли власними треками. Суперечки навколо пісні частково пов'язані із вбивством Шакура під час перестрілки через три місяці після її випуску.
Пісня широко відома як один з найкращих коли-небудь записаних дис-треків через її ліричний зміст і серйозність агресивних намірів, виражених Шакуром і його колегами по відношенню до своїх суперників.

## Музичне відео
Музичне відео на «Hit 'Em Up» було знято на складі біля Слоусон-авеню, неподалік від торгового центру Fox Hills Mall у Лос-Анджелесі 3 червня 1996 року. У ньому Шакур читає реп у білій кімнаті з Outlawz, а також у кімнаті з фіолетовими клітками та чорній кімнаті з кульовими отворами на задньому плані. На телевізійних моніторах на задньому плані показують кліпи Шакура, Паффі та Біггі Смоллса, і навіть кадри з кліпу «Made Niggaz». У відео знімалися актори, які також грали Біггі та Паффі в кліпі на пісню «2 of Amerikaz Most Wanted».

## Наслідки
Цю пісню вважають поворотним моментом у суперечці між Тупаком і Біггі, де були сказані слова, які вже не можна було повернути назад. Це призвело до того, що її назвали центральною подією в тому, що стало найзапеклішою битвою в історії хіп-хопу. Біггі був застрелений через шість місяців після смерті Шакура.
«Hit 'Em Up» вивчали науковці та разом з ними, і вона використовувалася як частина серії уроків для розвитку засобів спілкування з молоддю. Її головна роль у цих уроках полягає у визначенні гніву в реп-музиці.

### Відповіді
Почувши «Hit 'Em Up», Біггі продовжував заявляти про свою невинність у замаху на Тупака 30 листопада 1994 року. Він також зауважив, що пісня «Who Shot Ya?» була написана до того, як в Тупака стріляли, і тому вона не про нього. Щодо тексту пісні, спрямованого проти його дружини Фейт, Біггі висловив нездатність знайти підґрунтя в заявах Шакура. Він вважав, що Шакур мав намір образити його через Фейт. Зрештою, він вважав, що якщо щось і сталося, то це не його справа, і що Шакур не повинен був публічно розкривати цю інформацію в пісні. Біггі відповів на ці рядки в пісні «Brooklyn's Finest» з Jay-Z, де він каже: «Якби у Фей були близнюки, у неї, ймовірно, було б два Паки. Зрозуміло? Тупаки?» (англ. If Faye have twins, she'd probably have two Pacs. Get it? Tupac's?). Невдовзі після виходу «Hit 'Em Up» Еванс виступила на радіо та зізналася, що була з Шакуром, але продовжувала заперечувати, що вони мали сексуальні стосунки.
Паффі було важко зрозуміти щиру лють, яку Шакур висловив щодо Біггі. Він також відповів, підкресливши свою та Біггі невинність щодо стрілянини, і продовжив, що до інциденту вони «були друзями» і що вони «ніколи б не зробили нічого, що могло б йому нашкодити».
Lil' Kim відповіла на образи в пісні «Big Momma Thang», яка була спрямована проти дружини Біггі, Фейт Еванс, та Тупака. Гурт Junior M.A.F.I.A. записав музичний кліп на пісню «Get Money», який було розцінено як дис на адресу Шакура. Біггі заперечує ці твердження, заявивши: «Це просто відео, ні в кого немає часу нікого дискредитувати». Lil' Cease сказав, що Біггі все ще любить Шакура і навіть поважає його. 
Напад на Mobb Deep став відповіддю на їхню участь у записі пісні «L.A. L.A» гурту Capone-N-Noreaga, яка була помстою на музичний кліп Snoop Dogg та Tha Dogg Pound на пісню «New York, New York», у якому учасники Tha Dogg Pound та Death Row зносять будівлі в Нью-Йорку. Mobb Deep відповіли Шакуру треком «Drop a Gem on 'em». Спочатку вона була випущена як промосингл, а пізніше з'явилася на їхньому альбомі Hell on Earth. У тексті пісні не згадувалося імені Шакура, але був натяк на інцидент зі стріляниною.

## Сертифікації
| Регіон                                                      | Сертифікація  | Продажі |
| ----------------------------------------------------------- | ------------- | ------- |
| Данія (IFPI Denmark)                                        | Золотий       | 45 000  |
| Італія (FIMI)                                               | Золотий       | 50 000  |
| Нова Зеландія (RIANZ)                                       | 4× Платиновий | 120 000 |
| Велика Британія (BPI)                                       | Платиновий    | 600 000 |
| продажі+прослуховування, що базуються лише на сертифікаціях |               |         |